# Adetus obliquus
Adetus obliquus es una especie de escarabajo del género Adetus, familia Cerambycidae. Fue descrita científicamente por Bates en 1885.
Habita en México. Los machos y las hembras miden aproximadamente 8 mm. El período de vuelo de esta especie ocurre en el mes de septiembre.